# Britt Lafforgue
Pour les articles homonymes, voir Lafforgue.
Britt Lafforgue, née le 5 novembre 1948 à Luchon, est une ancienne skieuse alpine française.

## Biographie
Elle est la fille des skieurs Maurice Lafforgue et May Nilsson, la sœur jumelle d'Ingrid Lafforgue, également championne de ski, l'épouse d'Henri Duvillard, la belle-sœur d'Adrien Duvillard père et la tante d'Adrien Duvillard junior.
Le 9 décembre 1973, elle est exclue de l'équipe de France avec Jean-Noël Augert, Henri Duvillard, Patrick Russel, Roger Rossat-Mignod et sa sœur Ingrid, décidée à Val-d'Isère en décembre 1973, à quelques mois des championnats du monde de Saint-Moritz. Cette décision qui décapite le ski français des plus grands champions de l'époque, leur a valu par la suite une réhabilitation et des excuses de la part de la Fédération française de ski.
Elle fait partie de la promotion 2022 des personnes obtenant le titre de gloire du sport.

## Coupe du monde
- Meilleur résultat au classement général : 3e en 1972
  - Vainqueur de la coupe du monde de slalom en 1971 et 1972
  - 7 victoires : 2 géants et 5 slaloms
  - 15 podiums

### Saison par saison
- Coupe du monde 1968 :
  - Classement général : 19e
- Coupe du monde 1969 :
  - Classement général : 26e
- Coupe du monde 1970 :
  - Classement général : 10e
    - 1 victoire en géant : Abetone
- Coupe du monde 1971 :
  - Classement général : 6e
    - Vainqueur de la coupe du monde de slalom
    - 2 victoires en slalom : Grindelwald et Mürren (Arlberg-Kandahar)
- Coupe du monde 1972 :
  - Classement général : 3e
    - Vainqueur de la coupe du monde de slalom
    - 1 victoire en géant : Pra Loup II
    - 3 victoires en slalom : Bad Gastein, Grindelwald et Banff
- Coupe du monde 1973 :
  - Classement général : 28e

## Arlberg-Kandahar
- Vainqueur du slalom 1971 à Mürren